# 최한빛
최한빛(1987년 6월 16일 ~ )은 대한민국의 트랜스젠더 모델 출신 방송인, 탤런트이다. 원래 이름은 최한진이었으나, 성전환 수술을 받고 2006년 법원에서 호적 정정과 개명 신청을 마치고 현재의 이름으로 개명하였다.
2009년 슈퍼모델 선발대회에 출전, 여러 차례의 논란 끝에 본선에 진출하였으며, 이후 연예계에 데뷔하였다.

## 활동

### 초기 활동
강원도 강릉시 출신으로 태어날 때의 이름은 한진이었다. 2녀 2남중 셋째로 태어났으며, 위로 누나가 2명이었다. 2003년 강릉 경포중학교를 거쳐 덕원예술고등학교 무용과로 진학했다. 2005년 강원예술고등학교 무용과로 전학, 2006년 강원예술고등학교 무용과를 졸업하였으며 한국예술종합학교 무용과로 진학하였다.
최한빛은 "성정체성에 대해 딱 잘라 언제 깨달았다기보다는 태어날 때부터 여자였다고 생각한다"며 "남자, 여자를 구분하기 시작했을 때 '내가 잘 못 됐다'고 느꼈다"고 말했다. 그러나 고등학교는 그에게 지옥 같았다. 예고(덕원예술고등학교)에서 무용을 전공하면서부터다.
"다 여자여서 너무 힘들었어요. '쟤 뭐냐'는 시선이 느껴졌죠. 선생님들도 남자애라고 무거운 것도 들게 하고, 잡일도 많이 시키고 그랬어요. 울면서 '나도 여자인데'라고 힘들어했던 날이 많았어요."
최한빛은 "그때는 그래서 무용 밖에 없었다"며 "무용이 있어서 그 힘든 시절을 참았다. 춤 밖에 없었기에 춤을 더욱 열심히 하게 됐다"고 말했다. 그는 "그 시절은 한 마디로 '춤으로 나를 찾은 소년 아닌 소년'이었다"고 회상했다.
스무살에 신체검사를 받았으나 면제되었다. 그에 의하면 “성전환 수술을 고민하다 부모님께 알릴 수 없어 고민 끝에 결국 입영 신청을 했다”며 “군대가 너무 무서웠다”고 밝혔다. 결국 정신과 진단을 받고 무작정 병무청을 찾아갔더니 관계자가 자신의 얼굴을 자세히 살펴본 후 면제 판정을 받았다고 했다.

### 2009년 슈퍼모델 선발대회
최한빛은 2009년 슈퍼모델 선발대회에 출전, 1차 예선을 통과했다. 이 소식이 기사화되자 많은 논란이 일었으나, 주최측인 SBS미디어넷에서 논란의 가장 큰 핵심이었던 출전 자격에 대해서 문제가 없다고 밝히며 논란을 일축했으며 동시에 공정한 심사를 약속했다. 그리고 이에 대해서 최한빛은 자신의 미니홈피에 ‘이제 시작일 뿐입니다. 헛된 희망 속에 살지 않습니다. 다만 나도 행복할 수 있고, 나도 할 수 있다는 것만’이라는 내용의 단문으로 의미심장한 심경고백을 했다. 이 글을 본 누리꾼들은 응원의 메시지를 많이 남겼다.
같은 해 7월 28일 치러진 최종 예선에서 통과하여 9월 25일 경상남도 거제시에서 치러지는 본선 대회에 참가할 자격을 획득했다.

### 방송 데뷔
2005년 SBS 진실게임에 게스트로 출연한 것을 시작으로 2009년에는 KBS2 채널의 미녀들의 수다의 패널로 종종 출연하였다. 2011년부터는 TV 드라마에도 캐스팅되어 공주의 남자에서 궁녀 무영 역으로 캐스팅되고, 2012년에는 고봉실 아줌마 구하기 등에도 캐스팅되었다.
그밖에 방송, 모델 등으로 출연하였다.

## 방송 활동

### 방송
- 2005년 《진실게임》 SBS (당시 남성)
- 2009년 《미녀들의 수다》 KBS2
- 2010년 《A Perfect Woman》 ETN
- 2014년 《노모쇼 시즌 3》 VIKI

### 드라마 & 시트콤
- 2009년 SBS E! 《초건방》
- 2011년 KBS2 수목드라마 《공주의 남자》 ... 무영 역
- 2012년 KBS2 《고봉실 아줌마 구하기》 ... 이수애 역
- 2016년 SBS 아침드라마 《아임 쏘리 강남구》 ... 양호정 역 (특별출연)

### 영화
- 2014년 《하이힐》 ... 한빛 역

### 음반 목록
- 2015년: 내 스타일 아냐

### 공연
- 2011년 《파주 Fantastic Show》[6]

### 기타
- 2009년 제18회 슈퍼모델 선발대회

## 같이 보기
- 트랜스젠더
- 하리수
- 홍석천
- 이시연